# Нурпеисов, Нургали
Нургали́ Нурпеи́сов (1890, село Чубар, Копальский уезд, Семиреченская область, Туркестанский край, Российская империя — неизвестно, село Чубар, Талды-Курганский район, Талды-Курганская область, Казахская ССР) — звеньевой колхоза «Кзыл-Ту» Талды-Курганского района Талды-Курганской области, Казахская ССР. Герой Социалистического Труда (1949).

## Биография
Родился в 1890 году в крестьянской семье в селе Чубар (сегодня — Алдабергеново) Копальского района. С раннего возраста трудился в сельском хозяйстве. В 1930 году вступил в сельскохозяйственную артель имени «Кзыл-Ту», которая позднее была преобразована в одноимённый колхоз Талды-Курганского района. Трудился рядовым колхозником, с 1936 года — звеньевой свекловодческого звена.
В 1948 году звено под его руководством собрало в среднем с каждого гектара по 842 центнера сахарной свёклы на участке площадью 3 гектара. Указом Президиума Верховного Совета СССР от 20 мая 1949 года удостоен звания Героя Социалистического Труда за «получение высоких урожаев пшеницы, риса, сахарной свёклы и картофеля в 1948 году» с вручением ордена Ленина и золотой медали «Серп и Молот» (№ 3692).
В последующие годы продолжал показывать высокие трудовые результаты. Трудился в колхозе «Кзыл-Ту» (с 1950 года после укрупнения с соседними колхозами «Джана-Талап» и «Джаналык» — имени Сталина, с 1961 года — имени XXII партсъезда. Председателем укрупнённого колхоза имени Сталина стал руководитель колхоза «Джана-Талап» дважды Герой Социалистического Труда Нурмолда Алдабергенов) до выхода на пенсию в 1958 году.
После выхода на пенсию проживал в родном селе Чубар (с 1977 года — Алдабергеново). Дата смерти не установлена.
Награды
- Герой Социалистического Труда
- Орден Ленина
- Медаль «За трудовую доблесть» (06.06.1945)